# Phaeoscypha
Phaeoscypha is een geslacht van schimmels behorend tot de familie Pezizellaceae. De typesoort is Phaeoscypha cladii.

## Geslachten
Volgens Index Fungorum telt het geslacht twee soorten (peildatum februari 2022):
| Soortnaam                | Auteur(s)                       | Publicatiejaar |
| ------------------------ | ------------------------------- | -------------- |
| Phaeoscypha cladii       | (Nag Raj & W.B. Kendr.) Spooner | 1984           |
| Phaeoscypha pteridiicola | Raitv. & Schneller              | 2007           |